# Curtiss A-8
Curtiss A-8 – amerykański samolot szturmowy z okresu międzywojennego, zaprojektowany w zakładach Curtiss Aeroplane and Motor Company na zamówienie United States Army Air Corps (USSAC). A-8 był pierwszym samolotem szturmowym USAAC z oznaczeniem „A” (attack) zaprojektowanym specjalnie jako samolot szturmowy, wcześniejsze konstrukcje (Douglas XA-2, seria Curtiss A-3) powstały w wyniku modyfikacji już wcześniej istniejących samolotów.
W zakładach Curtissa samolot otrzymał oznaczenie Model 59 i nazwę Shrike (dosł. dzierzba), nazwa ta nie była oficjalnie używana przez USAAF. Był to pierwszy wojskowy jednopłat zaprojektowany przez Curtissa, pierwszy samolot Curtissa o całkowicie metalowej konstrukcji, pierwszy Curtiss ze slotami na skrzydłach oraz z klapami na całej długości skrzydeł, i już z początkowo zaprojektowanymi zamkniętymi kabinami załogi.
Samolot został zaprojektowany w 1931 i służył do 1941. Rozwinięciem koncepcji A-8 były samoloty Curtiss YA-10 i Curtiss A-12 Shrike.

## Tło historyczne
W latach 20. w skład USAAC wchodziło tylko jedno skrzydło lotnictwa szturmowego, 3rd Attack Group, składające się z trzech dywizjonów. Stacjonujące w różnych bazach Teksasu skrzydło wyposażone było początkowo w szturmowe wersje samolotu Airco DH.4, a później w samoloty Curtiss A-3. Stopniowy ale szybki wzrost osiągów konstrukcji lotniczych szybko zdezaktualizował używane przez USAAC dwupłatowe samoloty i około 1930 dowództwo USAAC postanowiło rozpisać konkurs na jednopłatowy dolnopłat o konstrukcji metalowej zaprojektowany specjalnie jako samolot szturmowy. Do konkursu stanęły dwie maszyny; Atlantic-Fokker XA-7 i Curtiss XA-8. Obywa samoloty, według wymagać USAAC, miały konstrukcję całkowicie metalową i były napędzane silnikami rzędowymi typu Curtiss V-1570 Conqueror o mocy 600 KM. Obydwa samoloty zostały dostarczone do bazy Wright Field w czerwcu 1931, oblatywanie i ewaluacja samolotów trwała do września tego roku, zwycięzcą konkursu został ogłoszony samolot Curtissa.

## Historia

### XA-8
Prototypowa maszyna, XA-8, numer seryjny 30-387, została zbudowana i dostarczona USAAC w czerwcu 1931. Pod niektórymi względami samolot był bardzo zaawansowaną maszyną, ale w jego konstrukcji użyto także archaicznych rozwiązań nieużywanych w samolotach wojskowych od pierwszych lat I wojny światowej. Był to pierwszy wojskowy jednopłat Curtissa, pierwszy Curtiss o całkowicie metalowej konstrukcji, pierwszy samolot Curtissa ze slotami na skrzydłach oraz z klapami na całej długości skrzydeł. Był to także pierwszy samolot Curtissa już z początkowo zaprojektowanymi zamkniętymi kabinami załogi oraz owiewkami podwozia. Jednocześnie z tymi nowinkami technicznymi, wyraźnym krokiem do tyłu było skrzydło samolotu, które używało nie tylko zewnętrznych zastrzałów, ale także zewnętrznych kabli usztywniających (jedynymi współczesnymi mu konstrukcjami używającymi zewnętrznych kabli usztywniających były samoloty Douglas O-31 i Boeing P-26).
Samolot został dostarczony do bazy Wright Field w czerwcu 1931 i ogłoszono zwycięzcą konkursu we wrześniu. Przez następne trzy miesiące, przeprowadzono szereg testów z automatycznymi slotami które otwierały się same przy dużych kątach natarcia i szybkościach pomiędzy 90 a 95 mil na godzinę (145 - 152 km/h). Po zakończeniu testów w 1932, w zakładach Curtissa zamówiono trzynaście następnych maszyn.

### YA-8/Y1A-8
Z trzynastu zamówionych maszyn które nosiły już oznaczenie „Y” („prototypowy”, service test), pięć otrzymało oznaczenie YA-8 (Curtiss Model 59A, numery seryjne 32-344/348) i napędzane były silnikami Curtiss V-1570-23 (V-1570C) Conqueror o mocy 600 KM, a osiem otrzymało oznaczenie Y1A-8 (Curtiss Model 59A, numery seryjne 32-349/356) i napędzane było silnikami V-1570F, także o mocy 600 KM.

### A-8
Jedenaście z samolotów serii Y, numery seryjne 32-345/355, zostało przekazanych do 3rd Attack Group bazującej w Fort Crockett w 1932 i służyły one wraz z Curtissami A-3B do 1934 jako A-8. Jedyne różnice pomiędzy testowymi YA-8/Y1A-8 a A-8 dodaniu oznaczeń dywizkonów na samolotach. Koszt jednego samolotu wynosił $32.29S.

### Y1A-8A/A-8A
Ostatni ze zbudowanych Y1A-8, numer seryjny 32-356, został przebudowany jako Y1A-8A; służył jako latające laboratorium z innym silnikiem i nieco zmienionymi skrzydłami. Samolot został wyposażony w silnik Curtiss V-1570-57 Conqueror (GIV-1570F) napędzający śmigło przez przekładnię, a nie bezpośrednio jak w przypadku wcześniejszych maszyn. Nowy silnik miał moc większą o 75 KM, ale ważył o ponad 225 kilogramów więcej od jego poprzednika i praktycznie wszystkie osiągi samolotu zostały takie same, z wyjątkiem prędkości maksymalnej która była nieco niższa.
Testy samolotu rozpoczęły się pod koniec 1932 i trwały do lutego 1933. Dowództwo USAAC zamówiło 46 samolotów tego typu które miały nosić oznaczenie A-8B ale trwające w tym czasie testy Curtissa YA-10 pokazały znaczne zalety chłodzonych powietrzem silników gwiazdowych i zamówienie zostało anulowane. Jedyny powstały egzemplarz Y1A-8A został przekazany do 37th Attack Squadron (37 Dywizjon Szturmowy) gdzie służył z oznaczeniem A-8A.
A-8A był ostatnim samolotem serii Shrike z rzędowym silnikiem chłodzonym cieczą, 46 wcześniej zamówionych samolotów które miały nosić oznaczenie A-8B zostały ostatecznie zamówione jako Curtiss A-12 Shrike z silnikami gwiazdowymi.

### YA-10
Pierwszy ze zbudowanych YA-8, numer seryjny 32-344, został przebudowany z silnikiem gwiazdowym Pratt & Whitney R-1690-9 (R-1690D) i otrzymał oznaczenie Curtiss YA-10. Po zakończeniu testów, w praktycznie niezmienionej formie, wszedł do produkcji jako Curtiss A-12 Shrike.

## Opis konstrukcji
Samolot Curtiss A-8, Curtiss Model 59 Shrike (nazwa Shrike nie była używana przez USAAC), był jednosilnikowym dolnopłatem o konstrukcji całkowicie metalowej ze skrzydłem z zastrzałami i usztywniającymi linkami.
Kadłub samolotu składał się z dwóch części, przednia część kadłuba, kończąca się za skrzydłem, miała konstrukcję kratownicową, a tylna skorupową; część silnikowa była osobną częścią konstrukcji, przymocowana była do kadłuba czterema kołkami stożkowymi.
Do głównej, kratownicowej części kadłuba, przymocowane była sztywna, wolnonośna część skrzydła do której od dołu przymocowane było podwozie główne samolotu. Do „kikuta” skrzydeł przymocowane były „skrzydła właściwe” które były dodatkowo, zewnętrznie usztywniane linkami przymocowanymi od góry do kadłuba, a od dołu do owiewek podwozia.
Skrzydła były wyposażone w klapy i sloty. Umieszczone na łożyskach kulkowych sloty otwierały się automatycznie przy dużych kątach natarcia samolotu. Klapy operowane były przez pilota i mogły być wychylane do 35°. 
Duże koła podwozia o średnicy 31 cali (79 cm) były prawie całkowicie osłonięte dużymi, aerodynamicznymi owiewkami w których znajdowały się także po dwa, nieruchome karabiny maszynowe.
Uzbrojenie samolotu stanowiło pięć karabinów maszynowych Browning kalibru 7,62 mm; cztery nieruchome, umieszczone po dwa w każdej owiewce podwozia i jeden ruchomy obsługiwany przez strzelca/obserwatora. Nieruchome karabiny w podwoziu zamontowane były jeden nad drugim, lufa dolnego karabinu była ustawiona nieco w lewą stronę, zapas nabojów wynosił 600 sztuk na każdy karabin. Zapas amunicji do karabinu strzelca także wynosił 600 sztuk i znajdował się w sześciu magazynka po sto nabojów każdy.
Samoloty mogły przenosić do dziesięciu 30-funtowych bomb (13 kg) przenoszonych wewnątrz kadłuba, w luku bombowym mieszczącym się tuż za kabiną pilota. Samolot mógł być także wyposażony w zewnętrzny wyrzutnik bomb który mógł przenosić do czterech bomb 122-funtowych (55,3 kg).
Załogę samolotu stanowił pilot i obserwator/strzelec znajdujący się w osobnych, zamkniętych kokpitach.

## Dane taktyczno-techniczne
|                            | XA-8            | YA-8/Y1A-8/A-8    | Y1A-8A/A-8A |
| -------------------------- | --------------- | ----------------- | ----------- |
| Silnik                     | Curtiss V-1570C | Curtiss V-1570C/F | GIV-1570F   |
| Moc silnika (KM)           | 600             | 600               | 675         |
| Rozpiętość skrzydeł (m)    | 13,41           | 13,41             | 13,41       |
| Długość (m)                | 9,95            | 9,75              | 9,75        |
| Wysokość (m)               | 2,74            | 2,74              | 2,74        |
| Powierzchnia skrzydeł (m2) | 23,78           | 23,78             | 23,78       |
| Masa własna (kg)           | 1666            | 1774              | 2000        |
| Masa startowa (kg)         | 2499            | 2671              | 2851        |
| Prędkość maksymalna (km/h) | 316,71          | 294,50            | 291,29      |
| Prędkość przelotowa (km/h) | 268,75          | 246,22            | 251,05      |
| Prędkość wznoszenia (m/s)  | 6,42            | 6,73              | -           |
| Pułap operacyjny (m)       | 6035            | 5517              | 5181        |
| Zasięg (km)                | 760             | 772               | 724         |

## Modele
Lista modeli, numerów seryjnych i liczby wyprodukowanych egzemplarzy:
| Model  | Numer seryjny | Liczba egzemplarzy | Uwagi                                      |
| ------ | ------------- | ------------------ | ------------------------------------------ |
| XA-8   | 30-387        | 1                  | Eksperymentalny model zbudowany na konkurs |
| YA-8   | 32-344/348    | 5                  | Prototypowe, service test                  |
| Y1A-8  | 32-349/356    | 8                  | Prototypowe, service test                  |
| A-8    | 2-345/355     | 11                 | Wersja operacyjna modeli YA-8/Y1A-8        |
| Y1A-8A | 32-356        | 1                  | Przebudowany Y1A-8 z innym silnikiem       |
| A-8A   | 32-356        | 1                  | Wersja operacyjna Y1A-8A                   |
| A-8B   | -             | 0                  | Planowany, ostatecznie zamówiony jako A-12 |
| YA-10  | 32-344        | 1                  | Przebudowany YA-8 z innym silnikiem        |